# Cosmia penicillata
Cosmia penicillata är en fjärilsart som beskrevs av Ludwig Carl Friedrich Graeser 1890. Cosmia penicillata ingår i släktet Cosmia och familjen nattflyn. Inga underarter finns listade i Catalogue of Life.